# طوم بارنت
طوم بارنت (بالإنجليزية: Tom Barnett)‏ هو لاعب كرة قدم بريطاني، ولد في 12 أكتوبر 1936 في موسويل هيل في المملكة المتحدة. لعب مع كريستال بالاس ونادي بارنت ونادي مارغيت.